# Werner Rambow
Werner Rambow (* 5. Mai 1957 in Willich; † 7. März 2017 in Bonn) war ein deutscher Kommunalpolitiker (Bündnis 90/Die Grünen). Er war der erste Politiker der Partei Bündnis 90/Die Grünen, der von 2012 bis 2014 das Amt des Bezirksbürgermeisters von Beuel innehatte.

## Leben
Werner Rambow wuchs in Willich am Niederrhein auf und besuchte in Krefeld die Realschule und das Gymnasium. Er studierte Politikwissenschaft, Neuere Geschichte und Soziologie an der Rheinischen Friedrich-Wilhelms-Universität Bonn. Nach dem abgebrochenen Studium war er Inhaber der Druckerei „Printwerkstatt Rambow“ in Bonn.
Er war seit November 2004 Bezirksverordneter in Bonn-Beuel und bis 2014 stellvertretender Ausschussvorsitzender des Unterausschusses für Denkmalschutz. Von Mitte Juni 2012 bis Mitte Juni 2014 hatte er das Amt als Bezirksbürgermeister von Beuel inne, das er seit 2009 schon stellvertretend wahrgenommen hatte. Zuletzt ist Rambow zweiter stellvertretender Bezirksbürgermeister Beuels gewesen.
Rambow lebte seit 1979 in Bonn und seit 1996 in Beuel; er wohnte in Vilich-Rheindorf.
Er starb im März 2017 im Johanniter-Krankenhaus in Bonn.